# 科学と神秘
『科学と神秘』（かがくとしんぴ、アイスランド語： Visinda og Leyndardómur）は、1984年6月21日にDear Heartから発売された鈴木さえ子の2枚目のスタジオ・アルバム。

## 収録曲
全編曲：サイコ・パーチズ
作詞・作曲：鈴木さえ子（特記以外）
1. Island（Instrumental）
2. 銀のエンゼル
作詞：佐伯健三
3. 鍵とスタンプ
作曲：鈴木さえ子・鈴木慶一
4. Hacker ARUIWA 2 Ear Drums（Instrumental）
5. 魔法の国
作詞・作曲：福原まり
6. 血を吸うカメラ
7. nightmare（Instrumental）
作曲：鈴木慶一・鈴木さえ子
8. おかしなおかしなフェリーボート
作詞：鈴木慶一・鈴木さえ子
9. 天国への螺旋階段
作詞・作曲：福原まり
10. 恋する惑星
作詞：佐伯健三